# Lestremia sydneyensis
Lestremia sydneyensis är en tvåvingeart som beskrevs av Frederick Askew Skuse 1890. Lestremia sydneyensis ingår i släktet Lestremia och familjen gallmyggor. Inga underarter finns listade i Catalogue of Life.